# Staats- und Universitätsbibliothek Königsberg

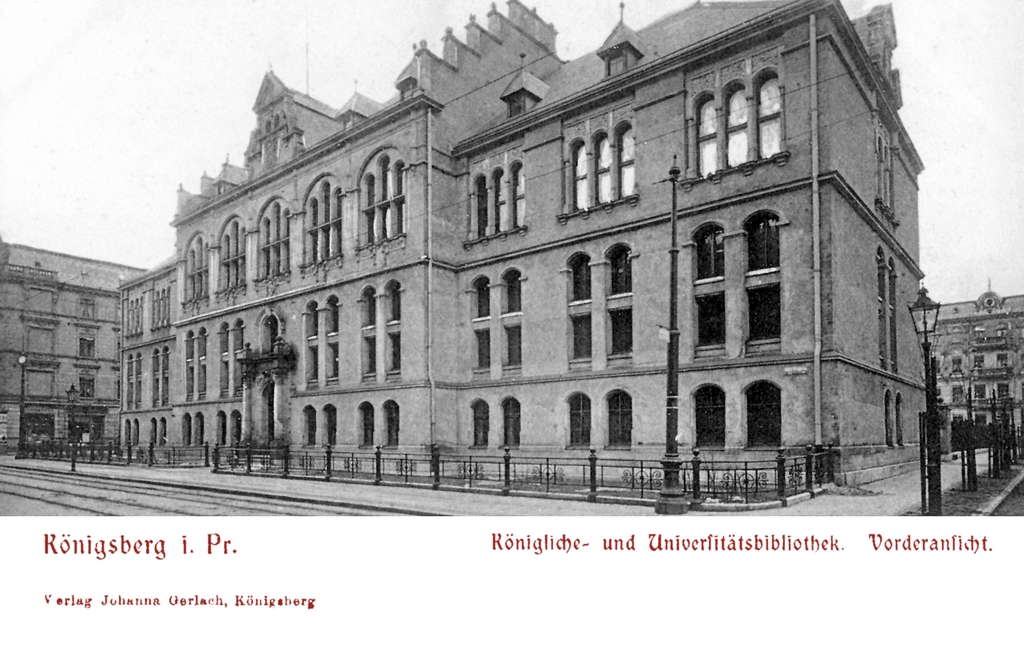
Neue Universitätsbibliothek (1901)

Die Universitätsbibliothek Königsberg war ein herausragendes Sammelzentrum deutscher Literatur in Ostmitteleuropa.

## Geschichte
Den Grundstock hierfür lieferte der Staatsgründer Herzog Albrecht von Preußen mit der Gründung der Schlossbibliothek 1527. Sie wurde 1534 vor der Bodleiana in Oxford und der Biblioteca Ambrosiana in Mailand als erste Bibliothek Europas öffentlich.
Wertvollen Zuwachs vor allem an Handschriften erhielt die Bibliothek mit der Aufhebung der Ordensbibliothek in Tapiau. Damit kam der Universitätsbibliothek ein doppelter Grundstock aus der herzoglichen Zeit zugute, dem sich die Bestände aus der Ordensbibliothek hinzugesellten. Zusammengenommen prägten sie vor allem ihr Profil auf dem Sektor der Handschriften und des Frühdrucks. 1583 wurden die herzogliche Kammerbibliothek und 1611 die Silberbibliothek vereinnahmt. Mit dem Übergang Ostpreußens an das Haus Brandenburg im Jahre 1618 trat eine Phase der Stagnation ein, weil die Brandenburger die Berliner Bibliothek förderten. Im 18. Jahrhundert gewann die Universitätsbibliothek neben der Schlossbibliothek ein eigenes Profil. Den Siebenjährigen Krieg und die russische Besetzung überstand sie ohne größere Verluste. 
Mit der Übersiedlung der Kgl. Bibliothek aus dem Westflügel des Schlosses ins Königshaus (Königstraße 65/67) im Jahre 1810 begann eine neue Phase. Im Königshaus wurden ebenfalls untergebracht die Universitätsbibliothek, die Stadtbibliothek Königsberg (1875 in den Nordflügel des Albertinums) und  die Keyserlingsche Bibliothek (1821 nach Rautenberg). Die Bibliothek im Königshaus hatte einen Bestand von etwas über 20.000 Bänden erreicht. Gleichzeitig vollzog sich eine wichtige verwaltungspolitische Neuerung. Die Schlossbibliothek wurde der Universität unterstellt. Damit war die Voraussetzung für die Zusammenlegung mit der Universitätsbibliothek geschaffen. Die Königliche Bibliothek und die Universitätsbibliothek wurden 1828 zur Königlichen und Universitätsbibliothek vereinigt, nachdem mit dem Umzug beide Bibliotheken bereits unter ein Dach gekommen waren. 1890 besaß die Kgl. und Universitätsbibliothek 263.636 Bände. Allein Friedrich August Gotthold hatte der Bibliothek 55.000 Bücher hinterlassen. Ihr Neubau entstand 1901 im Mitteltragheim 22.
1909 kam ein großer Teil der Wallenrodtschen Bibliothek hinzu. Die  Dubletten verblieben im Südturm des Königsberger Doms, im historischen Lesezimmer. Damit gewann die Bibliothek die führende Adels- und Beamtenbibliothek des Landes. 
Das Jahrbuch der Deutschen Bibliotheken wies sie als eine der bedeutendsten Bibliotheken des Reiches aus: Bei der letzten Inventur im Jahre 1943 verzeichnete sie 695.067 Einzelbände, 710 Wiegendrucke und 4.587 Handschriften. 

## Direktoren

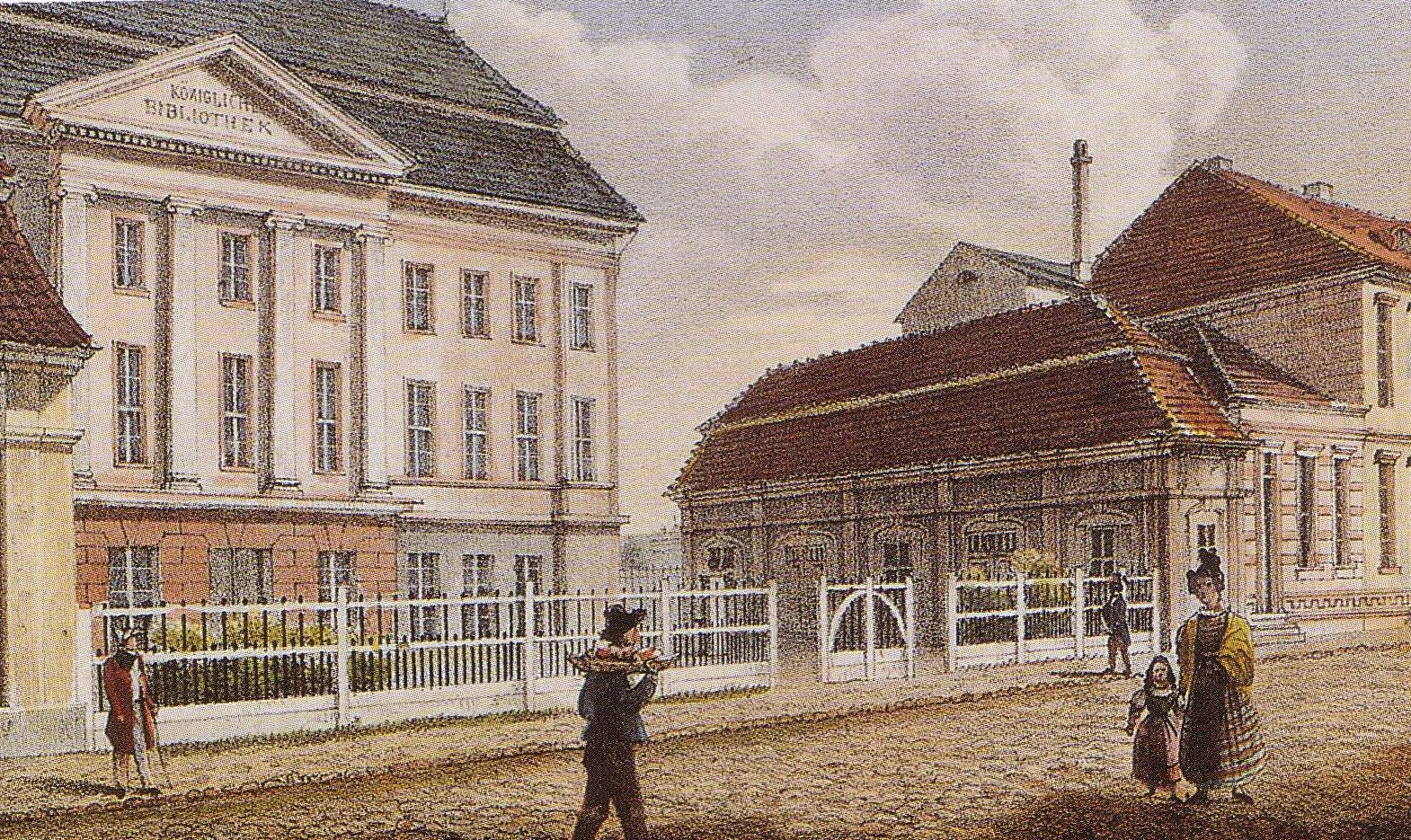
Die Königliche Bibliothek

- Christian August Lobeck
- 1859–1863 Julius Zacher
- 1899–1906 Karl Boysen
- 1906–1920 Alfred Schulze
- 1920–1925 Walter Meyer
- 1925–1927 Carl Wendel
- 1927–1945 Carl Diesch

## Zerstörung und Verstreuung
Im Zweiten Weltkrieg wurden die wertvollsten Bestände bis Anfang des Jahres 1944 auf umliegende Schlösser und Gutshäuser ausgelagert. Die Dubletten im Dom verbrannten während der Luftangriffe auf Königsberg im August 1944. Nach Kriegsende brachen mehrere sowjetische, litauische, belarussische und polnische Expertenkommissionen nach Ostpreußen auf, um nach Buch- und Kunstschätzen zu suchen. So kam es, dass die Bestände der Universitätsbibliothek heute auf folgende Institutionen verteilt sind:
- Litauen – Akademiebibliothek Vilnius, Nationalbibliothek Vilnius,
- Russland –  Akademiebibliothek St. Petersburg und  Moskauer Bibliotheken: Bibliothek für Ausländische Literatur, Staatliche Öffentliche Historische Bibliothek, Russische Staatsbibliothek, Bibliothek des Informationsinstituts für Sozialwissenschaften und diverser Streubestand über ganz Russland
- Polen –  Universitätsbibliothek der Nikolaus-Kopernikus-Universität Toruń (Thorn)
- Die Bibliothek der heutigen Baltischen Föderalen Universität Immanuel Kant erhielt 1981 vom Kloster Uškoye bei Moskau Bücher aus dem Bestand der Universitätsbibliothek.[3]